# 55th Street (metropolitana di New York)
55th Street è una fermata della metropolitana di New York situata sulla linea BMT West End. Nel 2019 è stata utilizzata da 637 405 passeggeri. È servita dalla linea D, attiva 24 ore su 24.

## Storia
La stazione fu aperta il 24 giugno 1916. Venne ristrutturata nel 2012.

## Strutture e impianti
La stazione è posta su un viadotto al di sopra di New Utrecht Avenue, ha tre binari e due banchine laterali. Il mezzanino, posizionato sotto il piano binari, ospita le scale per accedere alle banchine, i tornelli e le tre scale per il piano stradale che portano all'incrocio con 55th Street.

## Interscambi
La stazione è servita da alcune autolinee gestite da NYCT Bus.
- Fermata autobus